# Olga Wasilczenko
Olga Giermanowna Wasilczenko (ros. Ольга Германовна Васильченко; ur. 8 listopada 1956) – rosyjska wioślarka reprezentująca ZSRR, srebrna medalistka olimpijska i brązowa medalistka mistrzostw świata.

## Kariera
Wystąpiła na igrzyskach olimpijskich w Moskwie w 1980, gdzie osada ZSRR w składzie: Antonina Pustowit, Jelena Matijewska, Olga Wasilczenko, Nadieżda Lubimowa, Natalja Kazak i Nina Czeriemisina (sternik) zdobyła srebrny medal w czwórkach podwójnych ze sternikiem. W finale uplasowały się o 0,41 sekundy za osadą NRD i o 0,37 sekundy przed osadą Bułgarii. Był to jej jedyny start olimpijski. 
Ponadto wspólnie z Reet Palm, Jeleną Chłopcewą, Nadieżdą Kozoczkiną i Nadieżdą Czernyszową zdobyła brązowy medal w czwórkach podwójnych ze sternikiem na mistrzostwach świata w Cambridge (1978).